# Escudo de San Cristóbal de Segovia
El escudo es uno de los símbolos de San Cristóbal de Segovia, municipio de la provincia de Segovia, comunidad autónoma de Castilla y León, en España.

## Descripción
El escudo fue oficializado el 23 de enero de 2009, y su descripción heráldica es:

«En campo de azur cuatro fajas ondeadas de plata. Bordura de plata cargada de ocho plantas de lino en sus colores.»
Boletín Oficial de Castilla y León nº 47/2009